# The Six Wives of Henry VIII (album)
The Six Wives of Henry VIII è il primo album solista di Rick Wakeman, tastierista del gruppo progressive inglese Yes.
Pubblicato nel gennaio 1973 dalla A&M Records, The Six Wives è un concept album strumentale composto da 6 brani (uno per ciascuna delle "sei mogli di Enrico VIII"). Sull'album appaiono anche gli altri strumentisti delle due principali formazioni degli Yes dell'inizio anni settanta: (Howe, Bruford, Squire e White). In questa opera prima, Wakeman si esibisce in tutti gli stili che costituiscono il suo notevole repertorio, dal rock con contaminazioni classiche alla fuga à la Bach su organo a canne. L'album è certamente, a tutt'oggi, uno dei più famosi momenti della prolifica carriera solista di Wakeman, ed è inoltre uno dei dischi più innovativi e importanti dell'intera produzione progressive, in quanto è il primo album interamente strumentale incentrato sulle tastiere. Estratti dai sei brani di questo celebre album furono spesso riproposti anche ai concerti degli Yes (per esempio, essi appaiono in Excerpts from the Six Wives of Henry VIII nell'album live più celebre del gruppo, Yessongs).
Nel 2009 è stato pubblicato l'album The Six Wives of Henry VIII - Live at Hampton Court Palace, versione dal vivo dell'omonimo album tenutasi all'Hampton Court Palace nello stesso anno.

## Brani
- 1. Catherine of Aragon (3:45)
- 2. Anne of Cleves (7:50)
- 3. Catherine Howard (6:36)
- 4. Jane Seymour (4:44)
- 5. Anne Boleyn 'The Day Thou Gavest Lord Hath Ended' (6:31)
- 6. Catherine Parr (7:00)

## Musicisti
- Rick Wakeman: pianoforte, organo, clavicembalo, sintetizzatore, mellotron
- Bill Bruford: batteria (1, 5)
- Ray Cooper: percussioni
- David Cousins: banjo elettrico (3)
- Chas Cronk: basso (3)
- Barry de Souza: batteria (3)
- Mike Egan: chitarra (1-2-5-6)
- Steve Howe: chitarra (1)
- Les Hurdle: basso (1-5)
- Dave Lambert: chitarra (3)
- Laura Lee: cori (5)
- Sylvia McNeill: cori (5)
- Judy Powell: cori (1)
- Frank Ricotti: percussioni (2-3-6)
- Barry St.John: cori (1)
- Chris Squire: basso (1)
- Liza Strike: cori (1-5)
- Alan White: batteria (2, 4, 6)